# جيمس غريني
جيمس غريني (بالإنجليزية: James Greene)‏ هو ممثل أمريكي، ولد في 1 ديسمبر 1926 في الولايات المتحدة، وتوفي في 9 نوفمبر 2018 بلوس أنجلوس في الولايات المتحدة.

## أعمال

### أفلام
- (1993) تجربة فيلادلفيا الثانية
- (2002) الطريق إلى الهلاك[5]

### مسلسلات
- آلي مكبيل
- كولد كيس

## وصلات خارجية
- جيمس غريني على موقع IMDb (الإنجليزية)
- جيمس غريني على موقع روتن توميتوز (الإنجليزية)
- جيمس غريني على موقع قاعدة بيانات برودواي على الإنترنت (الإنجليزية)
- جيمس غريني على موقع قاعدة بيانات الأفلام السويدية (السويدية)
- جيمس غريني على موقع قاعدة بيانات الفيلم (الإنجليزية)
- جيمس غريني على موقع كينوبويسك (الروسية)